# الشجعة (المحابشة)

تعديل مصدري - تعديل

الشجعة هي إحدى قرى عزلة بني مجيع بمديرية المحابشة التابعة لمحافظة حجة، بلغ تعداد سكانها 1400 نسمة حسب تعداد اليمن لعام 2004.